# Ida in Mauretania
Ida in Mauretania (łac. Diocesis Idensis in Mauretania) – stolica historycznej diecezji we Cesarstwie rzymskim w prowincji Mauretania Cezarensis, zlikwidowana w VII w. podczas ekspansji islamskiej, współcześnie w północnej Algierii. Obecnie katolickie biskupstwo tytularne. 

## Biskupi tytularni
| Lp. | Biskup              | Funkcja                                  | Od               | Do               |
| --- | ------------------- | ---------------------------------------- | ---------------- | ---------------- |
| 1   | Redento Maria Gauci | biskup-prałat Chuquibamby (Peru)         | 28 kwietnia 1967 | 10 lutego 1978   |
| 2   | Egidio Sampieri     | wikariusz apostolski Aleksandrii (Egipt) | 29 kwietnia 1978 | 26 sierpnia 2000 |
| 3   | Giuseppe Bausardo   | wikariusz apostolski Aleksandrii (Egipt) | 24 lutego 2001   |                  |